# Windscoop Bluff
Das Windscoop Bluff (englisch für Windfangklippe) ist ein Felsenkliff im ostantarktischen Viktorialand. Es ragt mit einer Höhe von rund 1000 m ostnordöstlich der Birthday Bluffs an der Südflanke des Mason Spur an der Scott-Küste auf.
Die Benennung der Kliffs geht auf einen Vorschlag der neuseeländischen Geologin Anne Catherine Wright (* 1954, später verheiratete Wright-Grassham) vom New Mexico Institute of Mining and Technology in Socorro, New Mexico, zurück, welche das Kliff zwischen 1983 und 1984 erkundete. Namensgeber ist eine Ausbuchtung am Fuß des Kliffs, die an einen Windfang erinnert.